# 奎文区
奎文区（けいぶん-く）は、中華人民共和国山東省濰坊市に位置する市轄区。

## 歴史
1994年5月、旧濰坊城区を2区に分割した際に、区内に「奎文閣」が位置したことにより奎文区と命名された。

## 行政区画
- 街道：東関街道、大虞街道、梨園街道、廿里堡街道、濰州路街道、北苑街道、広文街道、新城街道、清池街道、北海路街道